# میروسلاو کوستادینوو
میروسلاو کوستادینوو (به انگلیسی: Miroslav Kostadinov) (زاده ۱۰ مارس ۱۹۷۶) خواننده بلغارستانی است.
او در مسابقه آواز یوروویژن ۲۰۱۰ نماینده بلغارستان بود.